# Едуард Гартман

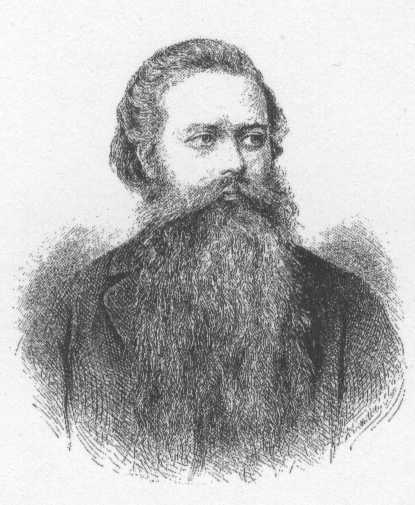
Гравюра на дереві яка відображала Вон Ґартмана. 1875 рік

Едуа́рд Ґа́ртман (нім. Karl Robert Eduard von Hartmann) (23 лютого 1842—5 червня 1906) — німецький філософ-ідеаліст. Основою сутності вважав абсолютно несвідоме духовне начало — світову волю («Філософія несвідомого»). В етиці розробляв концепцію песимізму (за А. Шопенгауером).

## Біографія
Народився у Берліні, син прусського майор-генерала Роберта Вон Ґартмана, отримав освіту з наміром продовжити військову кар'єру. У 1858 році вступив до гвардійського артилерійського полку прусської армії та відвідував Об'єднану артилерійсько-інженерну школу. Він отримав звання першого лейтенанта, але в 1865 році пішов з армії через хронічну проблему з коліном. Після деяких вагань між заняттями музикою чи філософією, він вирішив зробити філософію своєю професією, і в 1867 отримав ступінь доктора філософії у Ростоцькому Університету. У 1868 він офіційно звільнився з армії. Після великого успіху його першої праці «Філософія несвідомого» (1869), публікація якої призвела до того, що фон Ґартман був втягнутий у суперечку про песимізм у Німеччині. Він відмовився від професорської посади у Лейпцизькому, Ґеттінгенському та й у Берлінському університетах. Згодом він повернувся до Берліна. Протягом багатьох років він жив на пенсії, навчаючись як незалежний науковець, виконуючи більшу частину своєї роботи в ліжку, страждаючи при цьому від сильного болю.
Вон Ґартман одружився з Аґнес Тауберт (1844–1877) 3 липня 1872 року в Шарлоттенбурзі. Після її смерті він одружився з Альмою Лоренц (1854–1931) 4 листопада 1878 року в Бремені. У шлюбі у нього народилося шестеро дітей.

### Смерть
Він помер у Ліхтерфельд-Шаксдорф у 1906-му. Був похований та отримав почесну могилу у Колумбійському цвинтарі у Берліні.

## Погляди
За Ґартманом, Всесвіт — продукт несвідомої світової «волі» (розвиваючи вчення Артура Шопенґауера). У праці «Феноменологія моральної свідомості» (1879) Гартман закликав до позбавлення від трьох ілюзій, характерних для людського світогляду: ілюзії земного щастя, ілюзії потойбічного щастя і ілюзії досягнення щастя в результаті історичного розвитку. Згадувався Леніним в роботі «Матеріалізм і емпіріокритицизм» (ПСС, т. 18, с. 61, 302-304).
Основний же висновок Едуарда Ґартмана - наступний:

Еволюція тягне за собою Всесвіт до знищення шляхом усвідомлення його нерозуму і недоцільності.